# 센트럴 농구 협회
센트럴 농구 협회(Central Basketball Association, CBA)는 미국의 프로 농구 연맹의 마이너 리그(세미프로리그)이다.

## 현재 팀
| 팀                      | 연고지                    | 창단   | 가맹   |
| ----------------------- | ------------------------- | ------ | ------ |
| 볼티모어 셔커스         | 메릴랜드주 볼티모어       | 2011년 | 2017년 |
| 볼링 그린 호니츠        | 켄터키주 러셀빌           | 2013년 | 2013년 |
| 콜럼버스 콘도르스       | 오하이오주 콜럼버스       | 2015년 | 2016년 |
| 포트웨인 플라이트       | 인디애나주 포트웨인       | 2014년 | 2014년 |
| 일리노이 콜 마이너스    | 일리노이주 댄빌           | 2016년 | 2017년 |
| 인디애나폴리스 블레이즈 | 인디애나주 인디애나폴리스 | 2015년 | 2016년 |
| 미드 테네시 스톰        | 테네시주 내슈빌           | 2013년 | 2013년 |
| 멤피스 레일 러너스      | 테네시주 멤피스           | 2014년 | 2014년 |
| 미시시피 이글스         | 미시시피주 사우스에이븐   | 2014년 | 2015년 |
| 피오리아 팬서스         | 일리노이주 피오리아       | 2013년 | 2013년 |
| 스프링필드 센티넬스     | 일리노이주 스프링필드     | 2014년 | 2015년 |
| 워싱턴 스타즈           | 워싱턴 D.C.               | 2009년 | 2017년 |

## 사라진 팀
| 팀                    | 연고지                    | 창단   | 가맹   |
| --------------------- | ------------------------- | ------ | ------ |
| 인디애나폴리스 브릭스 | 인디애나주 인디애나폴리스 | 2014년 | 2015년 |
| 멤피스 소올 킹스      | 테네시주 멤피스           | 2014년 | 2014년 |
| 세인트루이스 호크스   | 미주리주 세인트루이스     | 2013년 | 2013년 |

## 챔피언쉽
| 시즌 | 우승팀              | 스코어    | 준우승팀            |
| ---- | ------------------- | --------- | ------------------- |
| 2013 | 세인트루이스 호크스 | 107 - 96  | 볼링 그린 호니츠    |
| 2014 | 미드 테네시 스톰    | 106 - 103 | 세인트루이스 호크스 |
| 2015 | 볼링 그린 호니츠    | 97 - 95   | 포트웨인 플라이트   |
| 2016 | 포트웨인 플라이트   | 110 - 83  | 미드 테네시 스톰    |